# Муляж еды

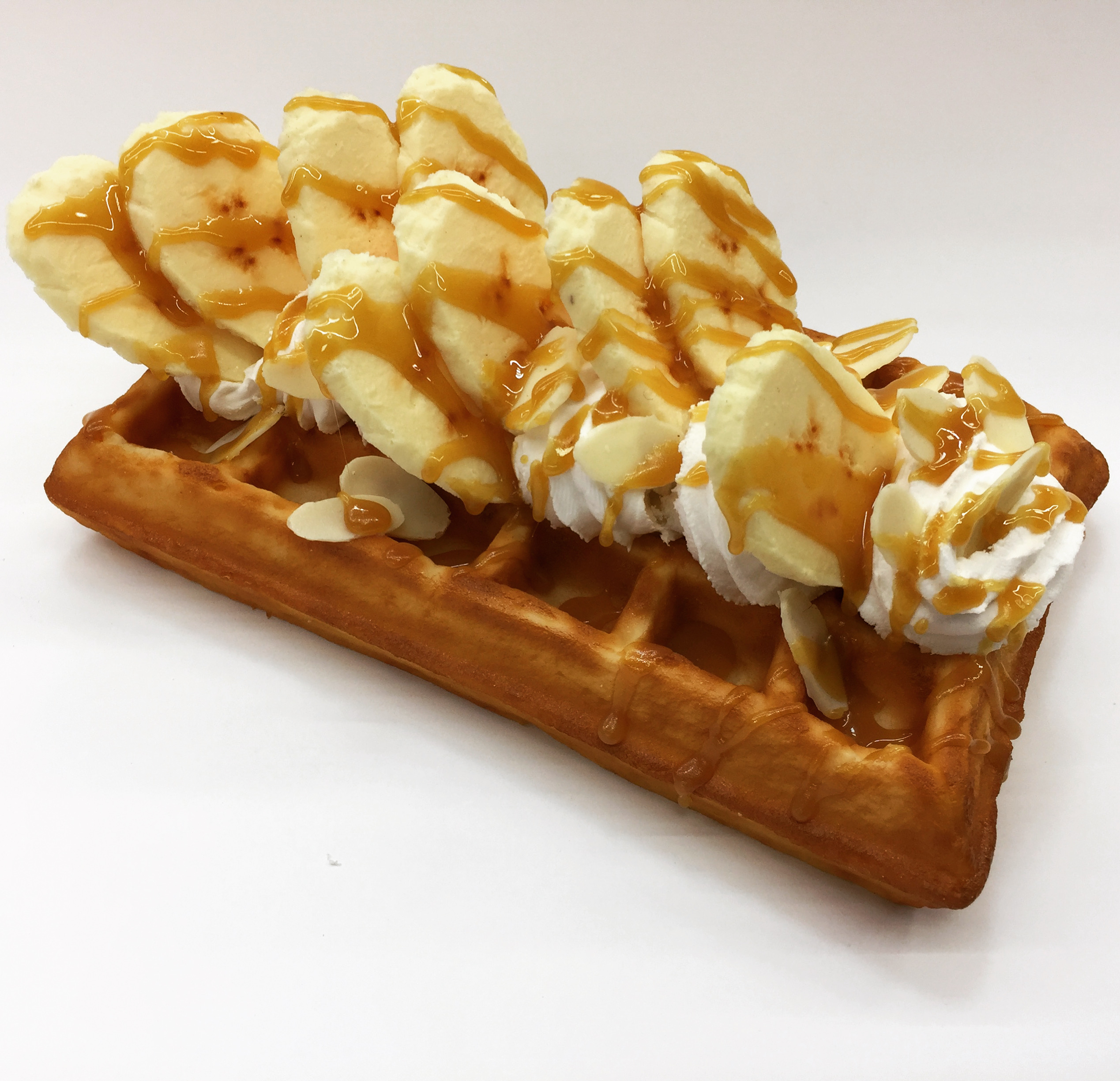
Муляж бельгийской вафли с топпингом, изготовлен вручную из винила по образцу с настоящего блюда.

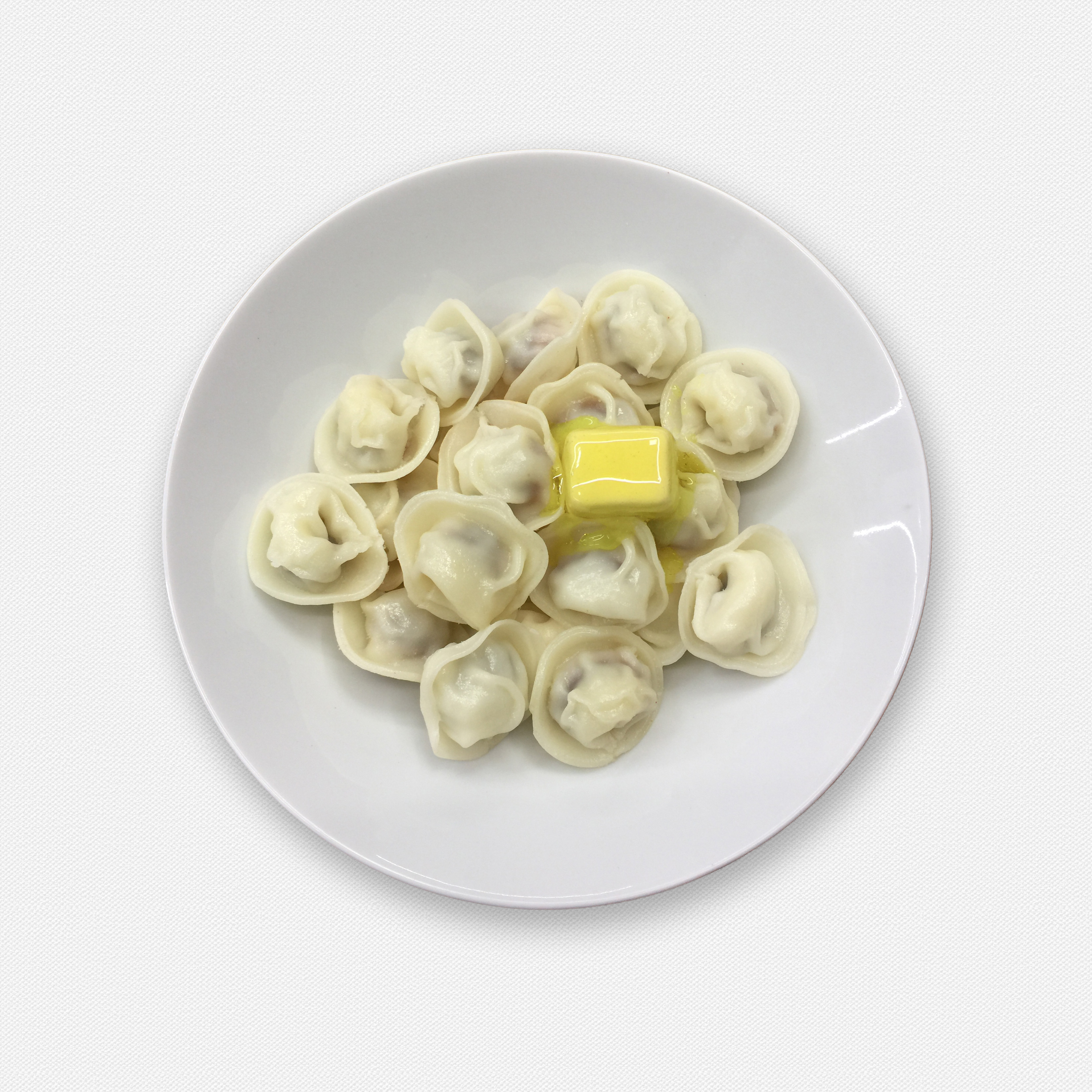
Муляж пельменей с кусочком масла, изготовлен вручную из винила по образцу.

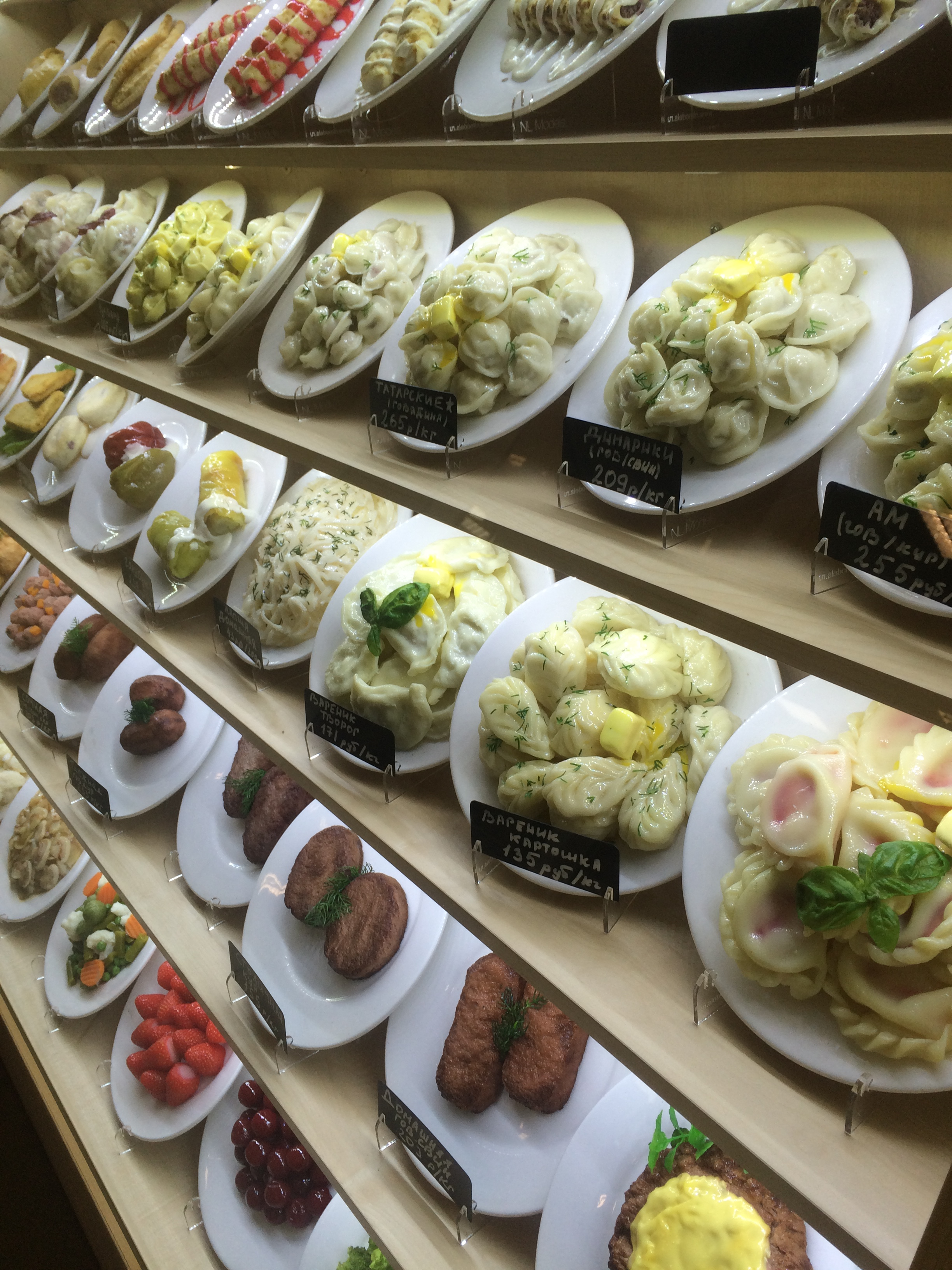
Витрина с муляжами блюд, наглядно показывает ассортимент магазина. Используется для рекламы продукции.

Муляж еды, муляж блюд, бутафорские продукты — муляж пищи, который используется обычно в рекламных целях (для оформления витрин кафе и ресторанов, в кондитерских, пабах, продуктовых, рыбных и мясных магазинах). Также муляжи еды используются художниками для рисования натюрмортов и бутафорами для реквизита в театре, при кино и видеосъёмке. 
Родиной муляжа еды считается Япония. В Японии в 1920-х годах популяризировали и усовершенствовали искусство изготовления муляжа блюда. Практическим применением стало использование муляжа еды для рекламы блюд ресторана. До 1980-х годов японские мастера делали муляжи из воска, затем стали применять поливинилхлорид.
Многие рестораны в Японии используют муляжи еды, чтобы показать свои лучшие блюда в витринах и привлечь больше клиентов. Производители муляжей блюд и продуктов питания яростно охраняют свои секреты, поскольку бизнес прибыльный. Эта сфера промышленности в Японии, по консервативным оценкам, имеет доходы в миллиарды иен в год.
С помощью муляжей еды решаются следующие задачи:
- привлечение дополнительного потока покупателей в продуктовые магазины и в рестораны;
- реклама новых продуктов на выставках еды;
- маркетинговое продвижение в сфере HoReCa;
- они используются как наглядное пособие при обучении в сфере питания.

Использование долговечных муляжей вместо настоящих продуктов помогает сэкономить, так как блюда, которые помещены не в охлаждаемые витрины, не предназначены для дальнейшей продажи и должны быть списаны. 